# Correrías del Huáscar
Se conoce bajo el nombre de correrías del Huáscar a una serie de acciones bélicas del entonces monitor blindado peruano Huáscar al mando del almirante Miguel Grau, durante la Guerra del Pacífico. Estas acciones, que mantuvieron en jaque a la escuadra y al gobierno chileno durante casi cinco meses, finalizaron el 8 de octubre de 1879 con la captura del Huáscar por parte de la Armada de Chile en el combate naval de Angamos.

## Antecedentes
Aunque al inicio de la guerra el Huáscar estaba en condiciones de navegar, se encontraba con sus cañones desmontados y su marinería sin entrenamiento.
Desde 1878, el comandante del Huáscar era el capitán de fragata Gregorio Pérez. El 24 de marzo de 1879, Miguel Grau, que era diputado por Paita en el congreso peruano, es nombrado comandante del Huáscar, asumiendo el mando del buque el 28 de marzo.
El 10 de mayo de 1879 se formaron 3 divisiones navales. La 1.ª División, al mando del capitán Miguel Grau, estaba conformada por el Huáscar, el blindado Independencia y el transporte Chalaco.

## Salida del Callao del 16 de mayo

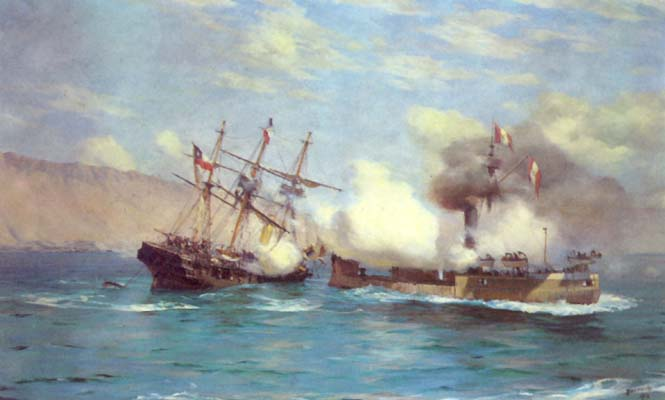
El combate naval de Iquique fue la primera acción bélica del Huáscar en esta guerra; óleo de Thomas Somerscales.

El 16 de mayo de 1879, zarpó del Callao el Huáscar junto con la Independencia, escoltando a los transportes Chalaco, Limeña, Oroya y a los monitores Manco Cápac y Atahualpa, pero a las pocas horas regresaron al Callao, porque goteaban las calderas de los monitores, zarpando el convoy nuevamente el 16 de mayo a medianoche, pero esta vez sin los monitores. La Limeña es comisionada a Pacocha, a donde arriba el 19, mientras el resto del convoy arriba a Arica en la noche del 20 de mayo, donde Prado se entera de que el bloqueo de Iquique es sostenido solo por la corbeta Esmeralda y la goleta Virgen de Covadonga y que desde Valparaíso habían salido transportes con 2500 hombres con destino a Antofagasta.: 285 . Inmediatamente, el presidente Mariano Ignacio Prado, que había viajado en el Oroya, ordena al Huáscar y a la Independencia dirigirse al puerto de Iquique para levantar el bloqueo mantenido por buques de la escuadra chilena. El día 21 de mayo, tras un combate de más de tres horas, el Huáscar hunde a la corbeta Esmeralda en el combate naval de Iquique levantando así el bloqueo del puerto. Esta victoria táctica tuvo un alto costo ya que, el mismo día, se hunde la fragata Independencia durante el combate naval de Punta Gruesa.   
Por órdenes del Presidente Prado, el 24 de mayo a las 5:30 a. m., zarpó el Huáscar de Iquique en dirección a Antofagasta. El 25, a las 6:45 a. m., empezó a perseguir un vapor por 4 horas (resultó ser el Itata, que se dirigía a Tocopilla para remolcar a la goleta Covadonga a Antofagasta) sin éxito; luego, capturó el pailebot peruano Recuperado, que había sido capturado por la Esmeralda y se dirigía a Antofagasta, a las que prendió fuego, salvando a su tripulación antes; se fondeó en Mejillones, en donde se destruyó 7 lanchas y a la goleta Clorinda. El 26 a las 8:30 a. m., avistó al transporte Rímac saliendo de Antofagasta, al que dio inútil caza de 2 horas; regresó al puerto y vio al vapor chileno Itata, que se dirigía al norte y al que también dio infructuosa caza de 2 horas; luego se dio el primer combate naval de Antofagasta. Volvió al puerto en la mañana del 27 y cortó el cable submarino. El 28 siguió al norte y a las 7 a. m., recuperó a la goleta Coqueta, apresada por la Esmeralda días antes y la envió a Arica; en Cobija, destruyó las 6 lanchas que había y zarpó al oeste, capturando a las 2 p. m. a la barca Emilia, chilena que usaba bandera nicaragüense, cargada de metales con destino a Lota y que al mando del teniente 1° Melitón Rodríguez viajó al Callao. 
El Huáscar regresó a Iquique para desembarcar al capitán de fragata Ramón Freyre, que había sido herido por esquirlas en las piernas, conjuntamente con el cirujano mayor Santiago Távara, quien le daba tratamiento médico. Llegó a ese puerto al anochecer del 29 y acordaron que el Huáscar pasaría la noche en alta mar para retornar a puerto con la luz del día para recoger a los desembarcados y recibir nuevas órdenes. Pero cuando el Huáscar regresó a Iquique, avistó en la entrada del puerto, el 30 de mayo, a los blindados Blanco Encalada y Cochrane, a la corbeta Abtao y a la cañonera Magallanes. Fue perseguido por el Blanco y la Magallanes desde las 7 a. m. hasta las 3 p. m., pues el Cochrane y el Abtao se quedaron atrás por falta de carbón, suspendiéndose la persecución porque el Blanco tenía solo 15 toneladas de carbón y la Magallanes para dos días de cocina. Mientras el Huáscar puso rumbo a Pacocha, a las 4:45 p. m., en las cercanías de Arica, avistó un vapor, acercándose ambos a reconocerse y a las 6:20 p. m., el Huáscar empieza su persecución hasta las 7:50 p. m., en que se desistió de ella.
El Huáscar continuó a Pacocha, donde cargó carbón el 31 de mayo, tras lo cual viajó a Arica, fondeando el 1 de junio a las 10:30 a. m. El 2 a las 8 a. m., estuvo en Pisagua, donde se reembarcaron el médico Távara y Antonio Cucalón, que viajaron por tierra desde Iquique. Ahí recibió un telegrama de Iquique del presidente Prado, para localizar a las corbetas chilenas O'Higgins y Chacabuco en altamar cerca a Iquique.
En la madrugada del día 3 de junio, entre Huanillos y Punta Lobos, cerca a Iquique, el vigía del Huáscar avistó humos sobre la banda de babor. Grau confundió los humos con las de las corbetas Chacabuco y O'Higgins; tardó en reconocer al Blanco Encalada. A las 6:15 a. m., se evaporó la niebla y con el Blanco Encalada a una distancia de 8 km, el Huáscar viró al oeste y luego hacia Arica, tratando de eludir la persecución a toda máquina. A las 11:30 a. m. la distancia entre el Blanco y el Huáscar era de 4.700 metros, mientras la Magallanes quedaba retrasada. Para aligerar al Huáscar, Grau ordenó echar al mar las falúas de estribor. Ambos blindados no hacían más de 9 nudos. Al mediodía, el Blanco Encalada abre fuego sobre el Huáscar. Para poder sostener su cadencia de fuego, el blindado chileno cambiaba constantemente de una banda a otra. Grau se mantuvo en el rumbo noroeste y pronto sacó ventaja al blindado chileno. En esos momentos, se resbaló el joven Antonio Cucalón de la cubierta del Huáscar, que iba como pasajero y cuya caída al mar nadie vio, llamándose desde entonces "cucalones" a todos los que viajan en condición indefinida. La persecución se mantuvo hasta medianoche y el Huáscar pudo ingresar a Arica. Tan pronto como llegaron a Pisagua, embarcaron a todos los tripulantes que quedaron en Iquique y que habían hecho el viaje a caballo todo el día y la noche anterior y nuevamente el Huáscar se hizo a la mar con proa al norte, navegando a 15 millas de la costa.  
El Huáscar entró al Callao el 7 de junio y permaneció en mantenimiento por casi un mes. Desde el inicio de la comisión el 16 de mayo, se tenía planeado que los blindados -en este caso sólo el Huáscar- regresaran al Callao en junio para mantenimiento. Grau aprovecha su estadía en el Callao para reclutar artilleros experimentados (ingleses y griegos).

## Primera salida del Huáscar

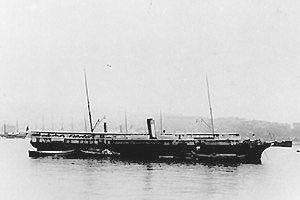
El transporte chileno Rímac fue capturado en una acción conjunta entre la corbeta Unión y el blindado Huáscar.

El Huáscar zarpó del Callao para Arica el 6 de julio, llegando el 8 y zarpando al día siguiente para Iquique. Ahí se entabló el combate nocturno de Iquique entre el Huáscar y la cañonera Magallanes en la madrugada del 10, tras el cual regresó a Arica.
El Presidente Prado recibió en Tacna la noticia del bombardeo de Iquique. A las 2 a. m. del 17 de julio, el general Prado conferencia con los Miguel Grau y Aurelio García y García, para realizar una incursión sobre Antofagasta y capturar los transportes que estaban ahí o estaban por venir. Tantos buques peruanos como chilenos, surtos en los puertos de operaciones, solían hacerse a la mar en las noches, regresando a la mañana siguiente, así pensaban atacar o capturar un transporte frente a Antofagasta. La corbeta Unión y el Huáscar navegan al sur, alejados de la costa, con el supuesto de que los 2 blindados chilenos estaban en Iquique, que resultó falso porque el Cochrane  navegaba a Antofagasta. Habían acordado reunirse frente y lejos de las costas de Mejillones. 
En la madrugada del 18 de julio, la Unión avistó al Huáscar frente a Mejillones, que había interceptado al velero inglés Lady de Vére que navegaba a Liverpool. Grau se informó a través de este velero, que en Antofagasta esperaban 3 transportes con tropas y pertrechos provenientes de Valparaíso. Navegaron juntos toda la mañana y el Huáscar avistó, a la 1 p. m., un vapor que navegaba a rumbo contrario. La Unión lo identificó como un buque de guerra que navegaba a Mejillones y empezó su persecución. En un principio se creyó que se trataba de la corbeta Abtao. La incógnita nave entró a la rada de Mejillones y la Unión se colocó frente a ella, ofreciendo una de sus bandas lista para descargar su artillería: lentamente subieron los colores de Francia en la nave de guerra no identificada. El Huáscar entró a las 4 p. m. y se identificó a la nave: se trataba de la cañonera francesa Hugon, proveniente de Valparaíso. Según los informes que disponía el comandante Grau, se había tendido el telégrafo de Antofagasta a Mejillones, por lo que se suponía que al entrar a puerto, la incursión sorpresa se había acabado. Los buques peruanos se fueron de Mejillones a las 8:00 p. m. del 18, mientras a las 10 p. m., se recibía en Antofagasta la noticia de la presencia del Huáscar en Mejillones.
El 19 de julio a las 8 a. m., frente a Antofagasta, el Huáscar y la Unión capturan a la fragata Adelaida Rojas, que tenía bandera nicaragüense pero era chilena. La nave, con carga de 1700 toneladas de carbón, se dirige al Callao como presa. 
El 20 de julio a las 7:30 a. m., frente a Chañaral, el Huáscar captura al bergantín Saucy Jack cargado de cobre y lo envía al Callao. En Chañaral, el Huáscar incendia 10 lanchas y deja varadas otras 2, mientras que la Unión arribó a Caldera a las 2 p. m.
El 21 de julio, el Huáscar arriba a Huasco y destruye las 4 lanchas presentes. La Unión fondea a las 6:30 a. m. del 21 en Carrizal Bajo, incendia 17 lanchas y se reúne con el Huáscar, retirándose al norte a las 6 p. m.
Los buques peruanos regresan a Chañaral el 22 de julio a las 9:50 a. m. Mientras la Unión navega a la caleta Pan de Azúcar, el Huáscar captura a la barca Adriana Lucía, cargada de metales, que enarbolaba ilegalmente bandera nicaragüense. El Huáscar salió de Chañaral a las 2:30 p. m. con la barca, que la envió al Callao. La Unión ingresó a Pan de Azúcar a las 12 del día, destruyó 5 lanchas y se fue a reunir con el Huáscar. 
El 23 de julio, el Huáscar junto con la Unión, capturan al transporte Rímac, regresando con su presa a Arica el 25.

## Segunda salida del Huáscar
Al Huáscar se le asignó hundir al blindado Cochrane, que según informes de inteligencia se hallaba con sus calderas en pésimas condiciones. Esta noticia no era cierta. El 1 de agosto a las 00:30 a. m., el Huáscar zarpa de Arica junto con el transporte artillado Rímac, para atacar al blindado Cochrane, del cual se decía estaba en Caldera.
En alta mar, se desató una tormenta que obligó a las naves peruanas a reducir aún más su velocidad, entre 3,5 y 6 nudos, para capear el temporal. El Rímac rompió las excéntricas de sus máquinas en la madrugada del 3 de agosto y hubo que pararlas para su reparación temporal y fue enviada por Grau al Callao, pero previamente, le traspasó carbón al Huáscar, siendo el primer reabastecimiento en alta mar en la historia de la marina, aunque con buques parados. El Huáscar continuó sólo. 
El 4 de agosto, el Huáscar interceptó a la vapor alemán Ibis de la Compañía Kosmos que hacía la carrera entre Valparaíso y el Callao. Del Ibis se informaron que el blindado chileno estaba en Coquimbo. Grau decidió buscarlo a lo largo de la costa chilena y puso proa a Caldera, con velocidad entre 4 y 7 nudos. En este puerto, para no ser visto, se envío un bote con el teniente Fermín Diez Canseco y trajo la informaron de que sólo estaba el transporte Lamar.
Grau decidió incursionar más al sur en su búsqueda del buque chileno. El 5 de agosto se desató otra tormenta, peor que la anterior, reduciéndose la velocidad entre 1,5 y 6 nudos. El Huáscar sufrió daños que le impedirían afrontar con éxito un nuevo combate y hubo que regresar al norte. El comandante peruano ordenó volver a Caldera en busca del transporte Lamar. El 6 de agosto, a las 10:30 p. m., el Huáscar volvió a entrar en el puerto de Caldera y permaneció a la vista de los fuertes del puerto. Encontraron al vapor Valdivia de la PSNC con el vicecónsul británico a bordo y se confirmó la presencia del Lamar en el puerto; sin embargo, la búsqueda que duró hasta las 11:30 p. m., fue infructuosa y el Huáscar se retiró del puerto.
A la 1:45 p. m. del día 7 de agosto, el Huáscar entró en el nuevo puerto de Taltal; en este puerto reconocieron a las naves neutrales Annie Brener y Meteore, alemanas; Adelina B, guatemalteca y Coquimbo, inglesa. Grau ordenó al teniente 2° Enrique Palacios desembarcar para avisar al gobernador de Taltal la intención del Huáscar de hundir todas las embarcaciones chilenas a fin de que sus tripulaciones se pongan a salvo. Al retorno del teniente Palacios, Grau se enteró de la renuncia del contralmirante Juan Williams Rebolledo a la Comandancia General de la escuadra de Chile. El teniente 2° Gervasio Santillana llevó los botes chilenos al lado del Huáscar para su destrucción, pero aparecieron 2 humos en el horizonte. A las 4:00 p. m. reconocieron al blindado Blanco Encalada y a un transporte desconocido, que resultó ser el Itata, que forzaban máquinas. El Huáscar comenzó a escapar rumbo suroeste, hasta que aprovechando la oscuridad de la noche, hizo rumbo sur y luego, rumbo al este, para navegar pegado a la costa y navegar al norte, perdiéndolos de vista a media noche. 
El 8 de agosto a las 6 p. m., el Huáscar ingresó a Cobija y luego ingresó a Tocopilla a las 11 p. m., sin novedad. El 9 de agosto a las 3 p. m., el Huáscar ingresó a Iquique. Entró a Arica el 10 de agosto a las 2 p. m., escoltando al transporte Oroya desde Iquique.

## Tercera salida del Huáscar

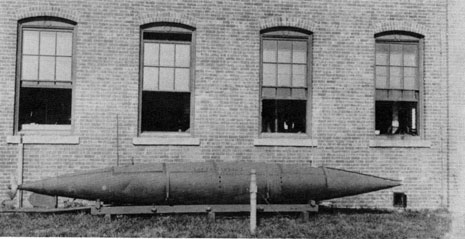
Torpedo dirigido Lay, semejante al que utilizó el Huáscar sin éxito.

El presidente Prado le dio a Grau la misión de torpedear al blindado chileno Blanco Encalada en Antofagasta. Si se lograra hundir al Blanco Encalada, el transporte Oroya, que viajaba en convoy con el Huáscar, iría a Arica a remolcar al monitor Manco Cápac a Antofagasta y los 3 buques reunidos intimarían la rendición del ejército chileno. El alférez de fragata Ricardo Herrera, que viajaba de incógnito en el vapor Ilo de la PSNC, haría un croquis de la ubicación del Blanco Encalada en Antofagasta y debía ser recogido al sur de Antofagasta. El Presidente Prado decidió enviar al Huáscar sobre Antofagasta después de recibir 3 noticias: la limpieza de fondos del Blanco Encalada en Antofagasta, la información de una próxima invasión chilena y a que no llegaría pronto la lancha torpedera Herreshoff para Perú. Para tal fin, el Huáscar utilizaría 2 torpedos Lay que estaban listos en Iquique, pues había uno más sin preparar en Iquique y 7 más en el Callao. El 22 de agosto a las 3:30 a. m., salió de Arica el Huáscar en convoy con el transporte Oroya y a las 8:30 p. m. fondean en Iquique, recogieron los dos torpedos Lay y embarcaron a los ingenieros Felipe Arancibia (peruano) y Stephen Chester (estadounidense) para operarlos. Los torpedos fueron izados a bordo en los pescantes de popa, reemplazando a las falúas del Huáscar y los buques peruanos zarparon a Antofagasta el 23 de agosto a la 1:45 p. m.
A las 3 p. m. del 24 de agosto, el Huáscar y el Oroya estaban frente a punta Jara, al sur de Antofagasta, esperando al vapor Ilo. A las 6 p. m. se interceptó al Ilo y el alférez de fragata Ricardo Herrera informó que en Antofagasta estaban la cañonera Magallanes, la corbeta Abtao y los transportes Limarí y Paquete de Maule, ignorándose el paradero del blindado Blanco Encalada. Grau ordenó al Oroya que permaneciera en la boca del puerto vigilante e inició su ingreso al puerto de Antofagasta y avanzó hasta colocarse, a las 3 a. m. del 25, de 300 a 400 metros del Abtao y la Magallanes. No podían usar el espolón por la cercanía de los rompientes, se usarían los torpedos Lay. El torpedo Lay que se lanzó sobre el Abtao desde la amura de babor, falló porque su hélice de propulsión quedó enredada con el cabo para mantenerse en posición. La corriente llevó el torpedo de regreso al Huáscar y pudo chocar y hundir al buque peruano, pero el teniente 2° Fermín Diez Canseco se lanzó al mar desviando su trayectoria y el teniente Carlos de los Heros y el aspirante de marina Manuel Elías Bonnemaison salieron en un bote a recoger el torpedo. A las 7:35 a. m. se izaron el bote y el torpedo a las afueras de Antofagasta, entonces Grau ordenó retirarse del puerto.
El Huáscar y la Oroya, llegaron a Taltal el 26 de agosto, tomaron 9 lachas de las que 6 fueron remolcadas por la Oroya y las otras destruidas junto con una lancha a vapor, tras lo cual la Oroya hizo rumbo a Arica, a donde arribó el 29, habiendo abandonado las 6 lanchas que remolcaba debido al mal tiempo. El 27, el Huáscar estuvo en las caletas de Blanco Encalada y Cobre, al sur de Antofagasta, entrando nuevamente a aquel puerto a las 11:00 a. m. del 28 a cortar el cable submarino, entablándose horas después, el segundo combate naval de Antofagasta. El Huáscar regresó a Arica, arribando el 31 de agosto, en donde Grau recibió los pliegos de su ascenso a contraalmirante.

## Cuarta y última salida del Huáscar

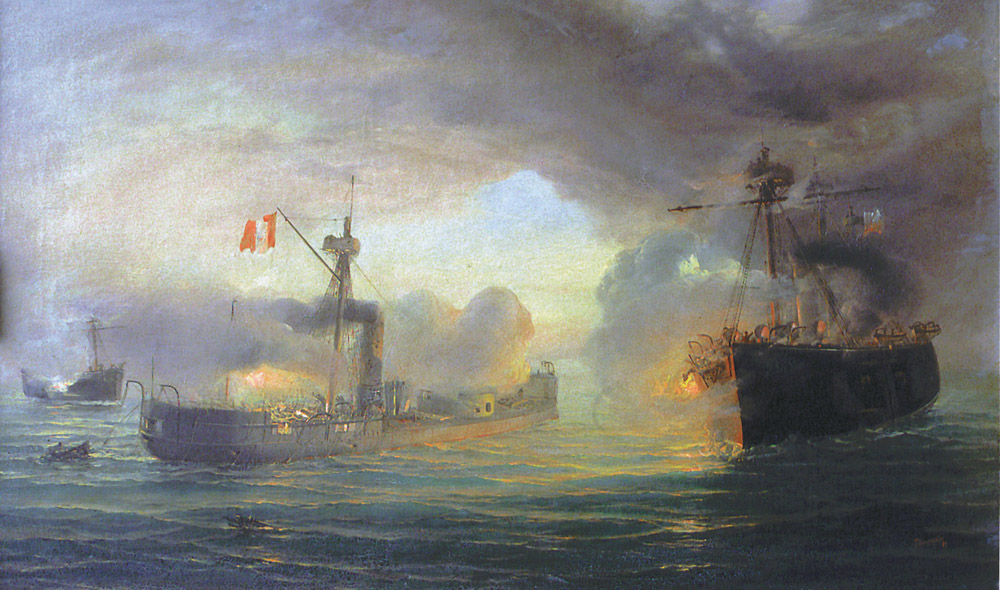
Combate naval de Angamos, óleo de Thomas Somerscales.

El Huáscar estuvo anclado en Arica casi todo septiembre de 1879. Escoltó al transporte Chalaco para llevar tropas y pertrechos desde Arica a Iquique entre el 1 y 4 de septiembre, entre el 23 y 24 lo escoltó a llevar tropas desde Pacocha a Arica y entre el 27 y 28, nuevamente lo escolta a Iquique. 
El 29 zarpó el Chalaco de Arica en dirección a Mollendo escoltado por el Huáscar y a las 10:30 p. m. se encuentra con el transporte Rímac escoltado por la corbeta Unión, que navegaban hacia Arica. El Huáscar deja al Chalaco y viaja con el convoy a Arica en donde fondean a las 3 a. m. del 30. Grau pasa a tierra donde recibe las instrucciones del Presidente Prado para su última expedición al sur. Las instrucciones eran: el convoy conformado por el Huáscar, la Unión y el Rímac navegaran a Pisagua para desembarcar oficiales y bultos pertenecientes al ejército boliviano, dirigirse a Iquique, donde el Rímac desembarcaría a la División Exploradora del ejército peruano, de 1500 plazas, y embarcar madera para regresar a Arica; mientras el Huáscar y la Unión, ambos al mando de Grau, viajarían a Tocopilla a donde llegarían de noche para hundir a alguno de los blindados chilenos o a algún buque chileno si estuviera allí, para lo cual utilizaría un torpedo Lay, operado por el estadounidense G. Haight, y si no fuera posible por la claridad de la noche, Grau debiera cometer entre Tocopilla y Coquimbo todas las hostilidades posibles; en ningún caso, Grau arriesgaría los buques bajo su mando.
El 30 de septiembre a las 4:10 a. m. zarparon al sur el Huáscar, la Unión y el Rímac, arribando a Iquique a las 4 p. m. y desembarcando la División Exploradora. El 1 de octubre a las 3:10 a. m., zarpó el convoy de Iquique rumbo al norte, pero a las 5:30 a. m., el Huáscar y la Unión hacen rumbo al oeste y luego al sur, mientras el Rímac continua a Arica, haciendo escala en Pisagua. Debido a la claridad de la noche, puesto que hubo luna llena hasta el 4 de octubre, el convoy no arribó a Tocopilla, sino continuó viaje al sur. El convoy llega a Sarco, caleta al sur de Huasco, a las 11 a. m. del 4 de octubre, en donde se apresó y se envío al Callao al velero Coquimbo, y continuaron al sur. El Huáscar y la Unión llegaron a Coquimbo a la 1:30 a. m. del 5, enrumbando a Tongoy a las 3:15 a. m., a donde recaló a las 11:00 a. m. En Tongoy, el Huáscar reparó una válvula de vapor frente a la bahía hasta las 5 p. m., navegando luego al norte junto con la Unión. A las 9 a. m. del 7, el Huáscar se detuvo a 60 millas de la costa para reparar una avería en sus máquinas, tiempo que aprovechó para recibir 25 toneladas de carbón de la Unión, que fue visitada por el contraalmirante Grau. A las 1:10 p. m. se reinició el viaje al norte y a la 1:00 a. m. del 8, el Huáscar ingresa a la bahía de Antofagasta. Horas más tarde se dio el combate naval de Angamos, en donde el Huáscar fue capturado por la escuadra chilena.

## Resumen de presas
Durante sus correrías, el Huáscar hizo las siguientes presas:
- Bergantín Recuperado, fue incendiado.
- Goleta Clorinda, fue incendiada.
- Goleta  Coqueta, fue remitida al Callao.
- Barca Emilia, con metales, fue remitida al Callao.
- Bergantín E. Saucy Jack, con metales, fue remitido al Callao.
- Barca Adriana Lucía, con metales, fue remitida al Callao.
- Bergantín-goleta Coquimbo, fue remitido al Callao.
- Transporte Rímac, con escuadrón de caballería, sus caballos, artículos militares y 400 toneladas de carbón, lo tomó el Gobierno para su servicio.
- Una lancha de carga, la tomó el Gobierno para su servicio.
- 8 lanchas de carga, se remitieron a Arica a disposición del Gobierno.
- Numerosas lanchas destruidas en los puertos de Chile.

## Consecuencias y análisis
Aunque las flotas hicieron lo mismo en los respectivos puertos enemigos (bombardeo, captura de presas, hundimiento de lanchas) la recepción pública de los hechos fue muy diferente. 
Inicialmente, tras los ataques chilenos, que se realizaron antes que los del Huáscar, manifestaciones populares en Perú exigían al gobierno el envío de la escuadra para vengar los agravios. El gobierno resistió las demandas diciendo que las naves peruanas no estaban en condiciones de batirse.: 219–20  y las utilizó para endurecer la orden de expulsión a los trabajadores chilenos y sus familias.: 208 
Jorge Basadre escribe sobre el Huáscar y sus ataques en Chile:: 269–270 
«Era un buque inferior a cualquiera de los blindados enemigos, y, sin embargo, mantuvo la lucha como dueño del mar. Con él, el Perú mostró audacia, arranque de acometida, comando sobre los acontecimientos, peligrosidad en el ataque. Con él entrevió una ilusión de victoria.»
Las incursiones chilenas no tuvieron un buen eco, ni en Chile ni fuera del país. Gonzalo Bulnes escribe tras el relato de los hechos acaecidos en abril, en Guanillos, Pabellón de Pica y Pisagua:: 219 
«Era una guerra triste. El balance de abril se reducía a esto: una escuadra poderosa condenada a ejecutar operaciones secundarias [...] Para el Perú las consecuencias económicas fueron devastadoras pero la utilización política fue positiva. Para Chile las consecuencias económicas fueron menores pero las políticas devastadoras.»
El estratega naval estadounidense Alfred Mahan, quien estuvo en el Callao durante la guerra, escribió en su famosa obra The Influence of Sea Power upon History, 1660-1783.:: 93 
«El dominio del mar, aunque sea efectivo, no implica que los barcos pequeños o escuadras poco numerosas del enemigo no puedan deslizarse fuera de los puertos, cruzar el mar siguiendo derroteros más o menos frecuentados, desembarcar y arrasar algún punto no defendido de un extenso litoral y entrar en puertos bloqueados. Por el contrario, La Historia muestra que tales evasiones son siempre posibles, hasta cierto punto, para el beligerante más débil, por grande que sea la desigualdad de fuerzas.»